# Medwayella veruta
Medwayella veruta är en loppart som beskrevs av Hamilton Paul Traub 1972. Medwayella veruta ingår i släktet Medwayella och familjen Stivaliidae. Inga underarter finns listade i Catalogue of Life.